# Melanorosauridae
Melanorosauridae é uma família de dinossauros sauropodomorfos do clado Anchisauria que ocorreu do Triássico Superior ao Jurássico Inferior na África.

## Nomenclatura e taxonomia
A família foi cunhada por Friedrich von Huene in 1929 e classificada no clado Prosauropoda. Três gêneros são incluídos na família: Camelotia, Lessemsaurus e Melanorosaurus.